# Romano Rossi
Romano Rossi (Montevarchi, 1º agosto 1947) è un vescovo cattolico italiano, dall'11 novembre 2022 vescovo emerito di Civita Castellana.

## Biografia
Nasce a Montevarchi, in provincia di Arezzo e diocesi di Fiesole, il 1º agosto 1947.

### Formazione e ministero sacerdotale
Compie il percorso di studi nel seminario di Fiesole.
Il 27 giugno 1971 è ordinato presbitero per la diocesi di Fiesole.
Dopo l'ordinazione completa la propria formazione a Roma, conseguendo la licenza in teologia presso la Pontificia Università Gregoriana e la licenza in Scienze bibliche al Pontificio Istituto Biblico, risiedendo al Pontificio Seminario Romano Maggiore, presso cui ricopre l'incarico di assistente. Dal 1977 al 1978 è vicario parrocchiale di Santa Maria del Buon Consiglio a Roma.
Tornato nella diocesi natale, è quindi vicario parrocchiale a San Giovanni Valdarno fino al 1983. Dal 1983 al 1990 è assistente nazionale della branca Esploratori e Guide dell'Associazione Guide e Scouts Cattolici Italiani (AGESCI) e direttore spirituale del Pontificio Seminario Romano Maggiore. Incardinato nella diocesi di Roma il 1º marzo 1990, in quello stesso anno è nominato parroco della chiesa romana di Nostra Signora di Coromoto ai Colli Portuensi e rettore della chiesa di San Francesco di Sales sulla Via Portuense. Nel 1993 papa Giovanni Paolo II gli conferisce il titolo onorifico di cappellano di Sua Santità.

### Ministero episcopale
Il 10 dicembre 2007 papa Benedetto XVI lo nomina vescovo di Civita Castellana; succede a Divo Zadi, dimessosi per raggiunti limiti di età. Il 12 gennaio 2008 riceve l'ordinazione episcopale, nella basilica di San Giovanni in Laterano, dal cardinale Camillo Ruini, co-consacranti l'arcivescovo Giuseppe Mani e il vescovo Divo Zadi. Il 16 febbraio seguente prende possesso della diocesi.
Il 14 aprile 2018 è nominato membro della Congregazione delle cause dei santi da papa Francesco.
L'11 novembre 2022 papa Francesco accoglie la sua rinuncia, presentata per raggiunti limiti di età, al governo pastorale della diocesi di Civita Castellana; gli succede Marco Salvi, fino ad allora vescovo ausiliare di Perugia-Città della Pieve e titolare di Termini Imerese. Rimane amministratore apostolico della diocesi fino all'ingresso del successore, avvenuto l'8 gennaio 2023.

## Genealogia episcopale
La genealogia episcopale è:
- Cardinale Scipione Rebiba
- Cardinale Giulio Antonio Santori
- Cardinale Girolamo Bernerio, O.P.
- Arcivescovo Galeazzo Sanvitale
- Cardinale Ludovico Ludovisi
- Cardinale Luigi Caetani
- Cardinale Ulderico Carpegna
- Cardinale Paluzzo Paluzzi Altieri degli Albertoni
- Papa Benedetto XIII
- Papa Benedetto XIV
- Papa Clemente XIII
- Cardinale Bernardino Giraud
- Cardinale Alessandro Mattei
- Cardinale Pietro Francesco Galleffi
- Cardinale Giacomo Filippo Fransoni
- Cardinale Carlo Sacconi
- Cardinale Edward Henry Howard
- Cardinale Mariano Rampolla del Tindaro
- Cardinale Gennaro Granito Pignatelli di Belmonte
- Cardinale Pietro Boetto, S.I.
- Cardinale Giuseppe Siri
- Cardinale Giacomo Lercaro
- Vescovo Gilberto Baroni
- Cardinale Camillo Ruini
- Vescovo Romano Rossi